# Pseudipocragyes albosignatus
Pseudipocragyes albosignatus là một loài bọ cánh cứng trong họ Cerambycidae.